# Kosówka (województwo podkarpackie)
Kosówka – wieś w Polsce, położona w województwie podkarpackim, w powiecie mieleckim, w gminie Wadowice Górne.
| SIMC    | Nazwa     | Rodzaj    |
| ------- | --------- | --------- |
| 0834886 | Kozienice | część wsi |
| 0834892 | Wał       | część wsi |
| 0834900 | Żabiniec  | część wsi |

Wierni Kościoła rzymskokatolickiego należą do parafii św. Franciszka z Asyżu w Wadowicach Dolnych.
W latach 1975–1998 miejscowość administracyjnie należała do województwa tarnowskiego.